# Leo I
Leo I é uma galáxia anã esferoidal na constelação de Leo, a 12 arcmin de Regulus (α Leonis). Às vezes, esta galáxia  recebe o nome de Anã de Regulus. A luz da estrela dificulta os estudos sobre a galáxia, e só foi detectada visualmente a partir dos anos 1990. Faz parte do Grupo Local e acredita-se que seja uma das galáxias satélites mais distantes da Via Láctea.
Medições da velocidade radial de algumas gigantes vermelhas brilhantes em Leo I permitiram calcular sua massa. Considerou-se, ao menos, (2,0 ± 1,0) x 107 vezes a massa solar. Leo I pode estar encoberta por uma nuvem de gás ionizado com uma similar à da galáxia. Por outro lado, não foram descobertos nenhum aglomerado globular em torno dela e se descobriu que a galáxia não tem rotação.
Igualmente às outras galáxias, Leo I tem uma metalicidade muito baixa, de ordem de 1% a do Sol. Aparentemente a galáxia experimentou um grande aumento no ritmo de formação estelar há 6-2 bilhões de anos. Um nível menor de atividade continuou até há 500-200 milhões de anos. Pensa-se que pode ser a galáxia anã esferoidal mais jovem em orbitando a Via Láctea.